# Furmint
A furmint, furmin fehér borok készítésére alkalmas szőlőfajta. A szőlőfélék (Vitaceae) családjába, a  bortermő szőlőkhöz (Vitis vinifera) tartozó Pontian Balcanica ág, mely jellegzetes magyar fajta és a legjobban aszúsodó magyar szőlő. Eredete nem pontosan ismert, vannak, akik szerint Dél-Itália, mások szerint a mai Horvátország és Szerbia területén elterülő Szerémség, de lehet a mai Magyarország is.
A nyelvészek szerint a „furmint” név francia jövevényszó, ami végső soron a latin frumentum szóból származik, amely „gabonát” jelent. Az elmélet szerint a cukortartalom növelése érdekében szalmán aszalták a szőlőt, így készült az édes bor. Hasonnevei: Zapfner, Szigeti, Som, Posipel, Moslavina Mosler, Furmint bianco, Sipon, Szalai.

## Jellemzői
A fajtacsoporton belül megkülönböztethetünk fehér, piros és változó furmintot. A legelterjedtebben termesztett, domináns változat a fehér furmint későn – október második felében – érő fajta. Tőkéje erőteljes növekedésű, a talaj iránt nem igényes; közepes illetve bőtermő fajta. A levele alig tagolt, szélessége és hosszúsága nagyjából megegyező, vastag, kissé hólyagos. Fürtje laza, középnagy (átlagsúlya 10 dkg), bogyói közepes nagyságúak, sárgászöldek, napos oldalukon rozsdásak, hosszú nyelűek, kissé vastag héjúak, ropogósak, lédúsak, jól beérve szépen aszúsodnak. Fogékony a Botrytis gombafertőzésre, de kedvező évjáratokban a rothadás nemesrothadás jellegű.

## Elterjedtsége

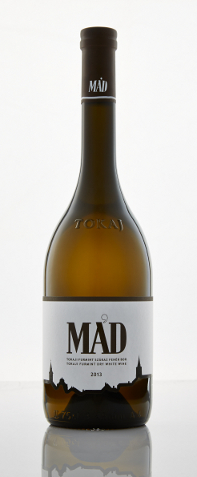
Village level Furmint

Magyarországon a nyolcadik legelterjedtebb fajta. Főleg Tokaj-hegyalján és Somlón termelik. Bora savdús, önálló, harmonikus összetételű, jellegzetes finom illatú és kellemes ízű pecsenyebor, illetve aszúsodva finom csemegebor (aszú, szamorodni) – ez az édes tokaji aszú alapszőlője. Tokaj-hegyalján hagyományosan október 28-án, Simon és Júda napján kezdődik a szüretelése.
Elterjedt a tokaji régió Szlovákiához tartozó részében is. Ausztriában moslernek nevezik. Kis ültetvények találhatók Szlovéniában, ahol a neve sipon. Termesztik még Horvátországban, Romániában és a volt szovjet tagállamokban is.